# Berlinale 2020
La Berlinale 2020, 70e édition du festival international du film de Berlin (70. Internationalen Filmfestspiele Berlin), se déroule du 20 février 2020 au 1er mars 2020.

## Déroulement et faits marquants
C'est désormais un duo de dirigeants : l'ancien directeur artistique du Festival de Locarno Carlo Chatrian pour le côté artistique, ainsi que l'ancienne gérante de la section parallèle German Films Mariette Rissenbeek en tant que directrice générale. Ils remplacent Dieter Kosslick qui était en poste depuis 2001.
Le 4 décembre 2019, il est annoncé que l'actrice britannique Helen Mirren, recevra un Ours d'or d'honneur pour l'ensemble de sa carrière.
Le 9 janvier 2020, il est annoncé que l'acteur britannique Jeremy Irons présidera le jury. Il était déjà venu en compétition en 2011 pour le film Margin Call de J.C. Chandor.
Le 24 janvier 2020 est annoncé le film d'ouverture: Mon année à New York (My Salinger Year) de Philippe Falardeau, avec Margaret Qualley, 
Sigourney Weaver et Douglas Booth.
Le 29 janvier 2020, le programme de la compétition et des projections spéciales est dévoilé. Le même jour, il fut décidé de suspendre le prix Alfred-Bauer à la suite de la révélation du passé compromettant de l'ancien directeur de la Berlinale Alfred-Bauer.
Le jury de Jeremy Irons est annoncé le 5 février 2020. Parmi les 6 membres du jury, à parité égale, la comédienne argentino-française Berenice Bejo.
Le 20 février 2020, avant la projection de Mon année à New York, une minute de silence a été observée en hommage aux victimes après une double fusillade ayant fait neuf morts en Allemagne. Dans un bref communiqué plus tôt, le festival avait fait part de « sa détresse et de sa peine » après le drame de Hanau, près de Francfort, réitérant son engagement contre "la violence" et la xénophobie.
Le 29 février 2020, le palmarès est dévoilé : l'Ours d'or est remis au film iranien Le diable n'existe pas de Mohammad Rasoulof, le Grand prix du jury au film américain Never Rarely Sometimes Always de Eliza Hittman et l'Ours d'argent du meilleur réalisateur au réalisateur sud-coréen Hong Sang-soo pour The Woman Who Ran.

## Jurys

### Jury international

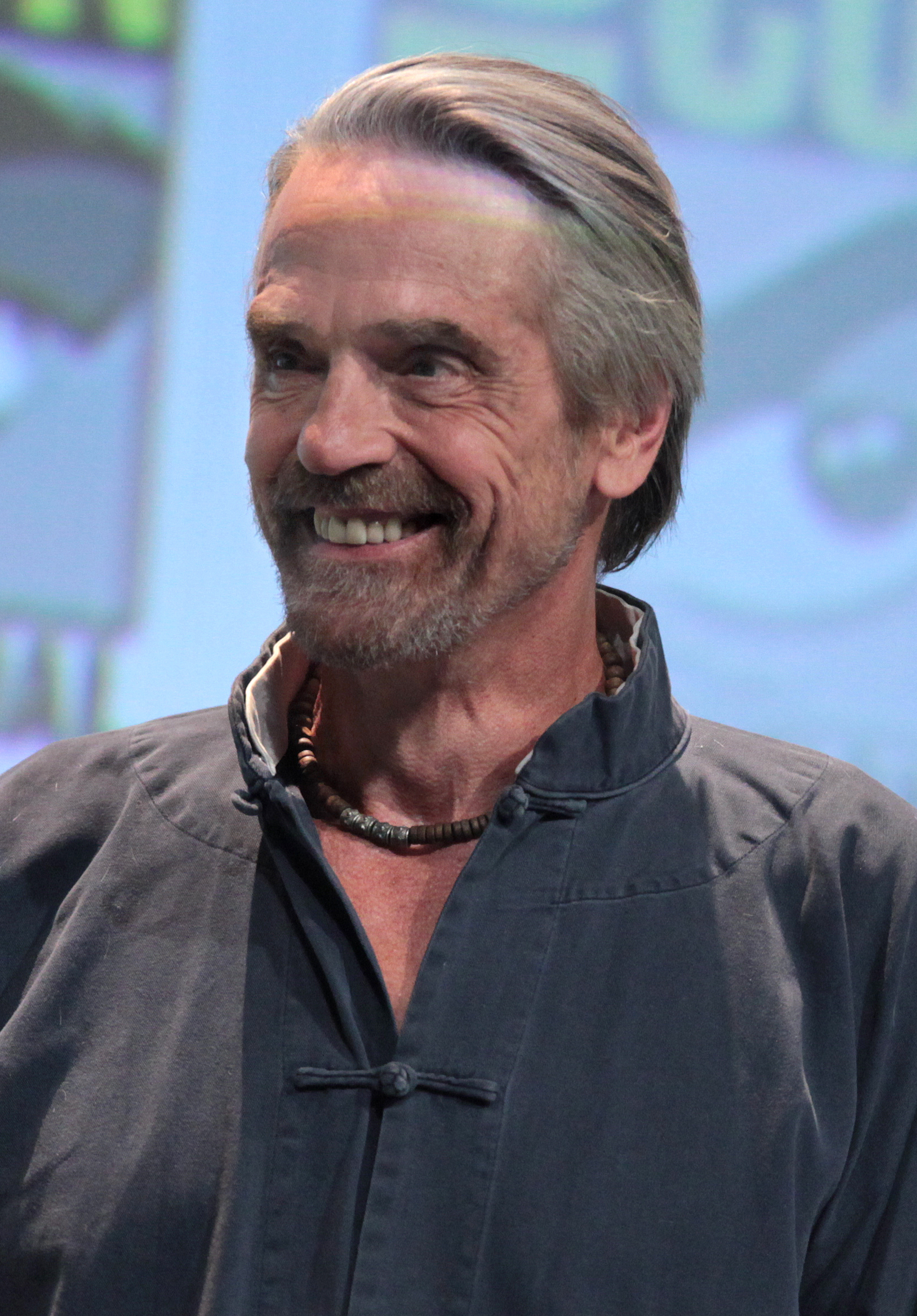
Jeremy Irons, président du jury international 2020.

- Jeremy Irons (président du jury), comédien  Royaume-Uni
- Bérénice Bejo, actrice  Argentine  France
- Bettina Brokemper, productrice  Allemagne
- Annemarie Jacir, réalisatrice  Palestine
- Kenneth Lonergan, dramaturge, scénariste et réalisateur  États-Unis
- Luca Marinelli, acteur  Italie
- Kleber Mendonça Filho, réalisateur et scénariste  Brésil

### Autres jurys

#### Jury international des courts métrages
- Réla Bucsi, réalisatrice de film d'animation  Hongrie
- Lemohang Jeremiah Mosese, réalisateur  Lesotho
- Fatma Çalakoglu,  Turquie

#### Jurys Génération
- Generation 14Plus
- Generation Kplus
- Jury des enfants et jury des jeunes

## Sélections

### Compétition
La sélection officielle en compétition se compose de 18 films.
| Titre                                            | Réalisation                                      | Pays             | Distribution                                                                                                |
| ------------------------------------------------ | ------------------------------------------------ | ---------------- | --- |
| Storia di vacanze (Favolacce)                    | Damiano et Fabio D'Innocenzo                     | Italie           | Elio Germano, Barbara Chichiarelli, Lino Musella, Gabriel Montesi, Max Malatesta                            |
| Berlin Alexanderplatz                            | Burhan Qurbani                                   | Allemagne        | Welket Bungué, Jella Haase, Martin Wuttke, Albrecht Schuch, Nils Verkooijen, Joachim Król                   |
| DAU. Natasha                                     | Ilia Andreïevitch Khrjanovski, Jekaterina Oertel | Russie           | Natalia Berezhnaya, Olga Shkabarnya, Vladimir Azhippo, Alexei Blinov, Luc Bigé                              |
| Days (Rizi)                                      | Tsai Ming-liang                                  | Taïwan           | Lee Kang-sheng, Anong Houngheuangsy                                                                         |
| Effacer l'historique                             | Gustave Kervern, Benoît Delépine                 | France           | Blanche Gardin, Denis Podalydès, Corinne Masiero                                                            |
| First Cow                                        | Kelly Reichardt                                  | États-Unis       | John Magaro, Orion Lee, Toby Jones, Alia Shawkat, Ewen Bremner, Scott Shepherd, Gary Farmer, Lily Gladstone |
| Je voulais me cacher (Volevo nascondermi)        | Giorgio Diritti                                  | Italie           | Elio Germano                                                                                                |
| El prófugo                                       | Natalia Meta                                     | Argentine        | Érica Rivas, Nahuel Pérez Biscayart, Daniel Hendler, Cecilia Roth, Guillermo Arengo, Agustín Rittano        |
| Irradiés                                         | Rithy Panh                                       | France Cambodge  | Film documentaire                                                                                           |
| The Roads Not Taken                              | Sally Potter                                     | Royaume-Uni      | Javier Bardem, Elle Fanning, Salma Hayek, Laura Linney                                                      |
| Petite Sœur (Schwesterlein)                      | Stéphanie Chuat, Véronique Reymond               | Suisse           | Nina Hoss, Lars Eidinger, Marthe Keller, Jens Albinus, Thomas Ostermeier, Linne-Lu Lungershausen            |
| Never Rarely Sometimes Always                    | Eliza Hittman                                    | États-Unis       | Sidney Flanigan, Talia Ryder, Théodore Pellerin, Ryan Eggold, Sharon Van Etten                              |
| Ondine (Undine)                                  | Christian Petzold                                | Allemagne        | Paula Beer, Franz Rogowski, Maryam Zaree, Jacob Matschenz                                                   |
| Le Sel des larmes                                | Philippe Garrel                                  | France           | Logann Antuofermo, Oulaya Amamra, André Wilms, Louise Chevillotte, Souheila Yacoub                          |
| Siberia                                          | Abel Ferrara                                     | Italie Allemagne | Willem Dafoe, Dounia Sichov, Simon McBurney, Cristina Chiriac, Daniel Giménez Cacho                         |
| Le diable n'existe pas (Sheytân vodjoud nadârad) | Mohammad Rasoulof                                | Iran             | Film documentaire                                                                                           |
| Tous les morts (Todos os Mortos)                 | Marco Dutra, Caetano Gotardo                     | Brésil           | Mawusi Tulani, Clarissa Kiste, Carolina Bianchi, Thaia Perez, Alaíde Costa, Leonor Silveira                 |
| La Femme qui s'est enfuie (Domangchin yeoja)     | Hong Sang-soo                                    | Corée du Sud     | Kim Min-hee, Seo Younghwa, Song Seon-mi, Kim Sae-Byuk, Lee Eun-mi, Kwon Hae-hyo                             |

### Hors compétition
| Titre                                                      | Réalisation        | Pays   | Distribution                                                  |
| ---------------------------------------------------------- | ------------------ | ------ | ------------------------------------------------------------- |
| Mon année à New York (My Salinger Year) (film d'ouverture) | Philippe Falardeau | Canada | Margaret Qualley, Sigourney Weaver, Douglas Booth, Colm Feore |

### Berlinale Special
| Titre | Réalisation       | Pays          | Distribution                                                                                     |
| --- | ----------------- | ------------- | ------------------------------------------------------------------------------------------------ |
| Le Procès de l'herboriste (Šarlatán)                                                                                   | Agnieszka Holland | Pologne       | Ivan Trojan, Joachim Paul Assböck , Juraj Loj                                                    |
| High Ground | Stephen Johnson   | Australie     | Simon Baker, Callan Mulvey, Jack Thompson, Ryan Corr                                             |
| Hillary | Nanette Burstein  | États-Unis    | documentaire                                                                                     |
| Last and First Men, adaptation du roman de science-fiction d'Olaf Stapledon Les Derniers et les Premiers (en français) | Jóhann Jóhannsson | Islande       | Tilda Swinton                                                                                    |
| Minamata | Andrew Levitas    | États-Unis    | Johnny Depp, Bill Nighy, Hiroyuki Sanada, Tadanobu Asano                                         |
| Numbers | Oleg Sentsov      | Ukraine       |                                                                                                  |
| Police | Anne Fontaine     | France        | Omar Sy, Virginie Efira                                                                          |
| Pinocchio | Matteo Garrone    | Italie France | Roberto Benigni, Federico Ielapi, Gigi Proietti, Rocco Papaleo, Massimo Ceccherini, Marine Vacth |
| Swimming Out Till the Sea Turns Blue (Yi zhi you dao hai shui bian lan)                                                | Jia Zhangke       | Chine         | documentaire                                                                                     |
| La Traque (사냥의 시간)                                                                                                | Yoon Sung-hyun    | Corée du Sud  | Lee Je-hoon, Ahn Jae-hong, Choi Woo-sik, Park Jung-min                                           |

### Panorama

#### Films de fiction
| Titre                                                        | Réalisation                  | Pays                           | Distribution                                      |
| ------------------------------------------------------------ | ---------------------------- | ------------------------------ | ------------------------------------------------- |
| A Common Crime (Un crimen común)                             | Francisco Márquez            | Argentine                      |                                                   |
| À l'abordage                                                 | Guillaume Brac               | France                         |                                                   |
| The Assistant                                                | Kitty Green                  | États-Unis                     | Julia Garner, Matthew Macfadyen, Kristine Froseth |
| Black Milk                                                   | Uisenma Borchu               | Allemagne Mongolie             |                                                   |
| Digger                                                       | Djórdjis Grigorákis          | France Grèce                   |                                                   |
| Eeb Allay Ooo!                                               | Prateek Vats                 | Inde                           |                                                   |
| Exil                                                         | Visar Morina                 | Belgique Allemagne Kosovo      |                                                   |
| Le Père (Otac)                                               | Srdan Golubović              | Serbie France                  |                                                   |
| Hope (Håp)                                                   | Maria Sødahl                 | Norvège Suède                  |                                                   |
| Si c'était de l'amour                                        | Patric Chiha                 | France                         |                                                   |
| Mare                                                         | Andrea Štaka                 | Suisse Croatie                 |                                                   |
| Minyan                                                       | Eric Steel                   | États-Unis                     | Samuel H. Levine, Ron Rifkin, Mark Margolis       |
| Mogul Mowgli                                                 | Bassam Tariq                 | Royaume-Uni                    | Riz Ahmed                                         |
| No Hard Feelings (Futur Drei)                                | Faraz Shariat                | Allemagne                      |                                                   |
| Notes from the Underworld (Aufzeichnungen aus der Unterwelt) | Tizza Covi et Rainer Frimmel | Autriche                       |                                                   |
| One in a Thousand                                            | Clarisa Navas                | Argentine Allemagne            |                                                   |
| One of These Days                                            | Bastian Günther              | Allemagne                      | Carrie Preston, Joe Cole, Callie Hernandez        |
| Pari                                                         | Siamak Etemadi               | Bulgarie France Grèce Pays-Bas |                                                   |
| Shine Your Eyes (Cidade Pássaro)                             | Matias Mariani               | Brésil France                  |                                                   |
| Sow The Wind (Semina il vento)                               | Danilo Caputo                | Italie France                  |                                                   |
| Surge                                                        | Aneil Karia                  | Royaume-Uni                    | Ben Whishaw                                       |
| Un printemps à Hong Kong (Suk Suk)                           | Ray Yeung                    | Chine Hong Kong                |                                                   |
| Vent chaud (Vento Seco)                                      | Daniel Nolasco               | Brésil                         |                                                   |
| Wildland (Kød & Blod)                                        | Jeanette Nordahl             | Danemark                       |                                                   |

#### Films documentaires
- Petite Fille de Sébastien Lifshitz  -  France

### Perspective du cinéma allemand
| Titre                       | Réalisation | Pays      | Distribution                    |
| --------------------------- | ----------- | --------- | ------------------------------- |
| Kids Run (film d’ouverture) | Barbara Ott | Allemagne | Jannis Niewöhner, Carol Schuler |

## Palmarès

### Compétition officielle
| Prix                                                  | Attribué à                                                                                              | Pays         |
| ----------------------------------------------------- | --- | ------------ |
| Ours d'or                                             | Le diable n'existe pas (Sheytân vodjoud nadârad) de Mohammad Rasoulof                                   | Iran         |
| Grand prix du jury                                    | Never Rarely Sometimes Always de Eliza Hittman                                                          | États-Unis   |
| Ours d'argent du meilleur réalisateur                 | Hong Sang-soo pour La Femme qui s'est enfuie (Domagchin yeoja)                                          | Corée du Sud |
| Ours d'argent du meilleur acteur                      | Elio Germano dans Je voulais me cacher (Volevo nascondermi)                                             | Italie       |
| Ours d'argent de la meilleure actrice                 | Paula Beer dans Ondine (Undine)                                                                         | Allemagne    |
| Ours d'argent du meilleur scénario                    | Damiano et Fabio D'Innocenzo pour Storia di vacanze (Favolacce)                                         | Italie       |
| Ours d'argent de la meilleure contribution artistique | Jürgen Jürges (direction photo) pour DAU. Natasha de Ilia Andreïevitch Khrjanovski et Jekaterina Oertel | Allemagne    |
| Ours d'argent - 70e Berlinale                         | Effacer l'historique de Gustave Kervern et Benoît Delépine                                              | France       |

### Sélection Encounters
- Meilleur film : The Works and Days (of Tayoko Shiojiri in the Shiotani Basin) de Anders Edström et C.W. Winter
- Prix spécial du jury : The Trouble with Being Born de Sandra Wollner
- Meilleur réalisateur : Cristi Puiu pour Malmkrog
- Mention spéciale : Isabella de Matías Piñeiro

### Prix spéciaux

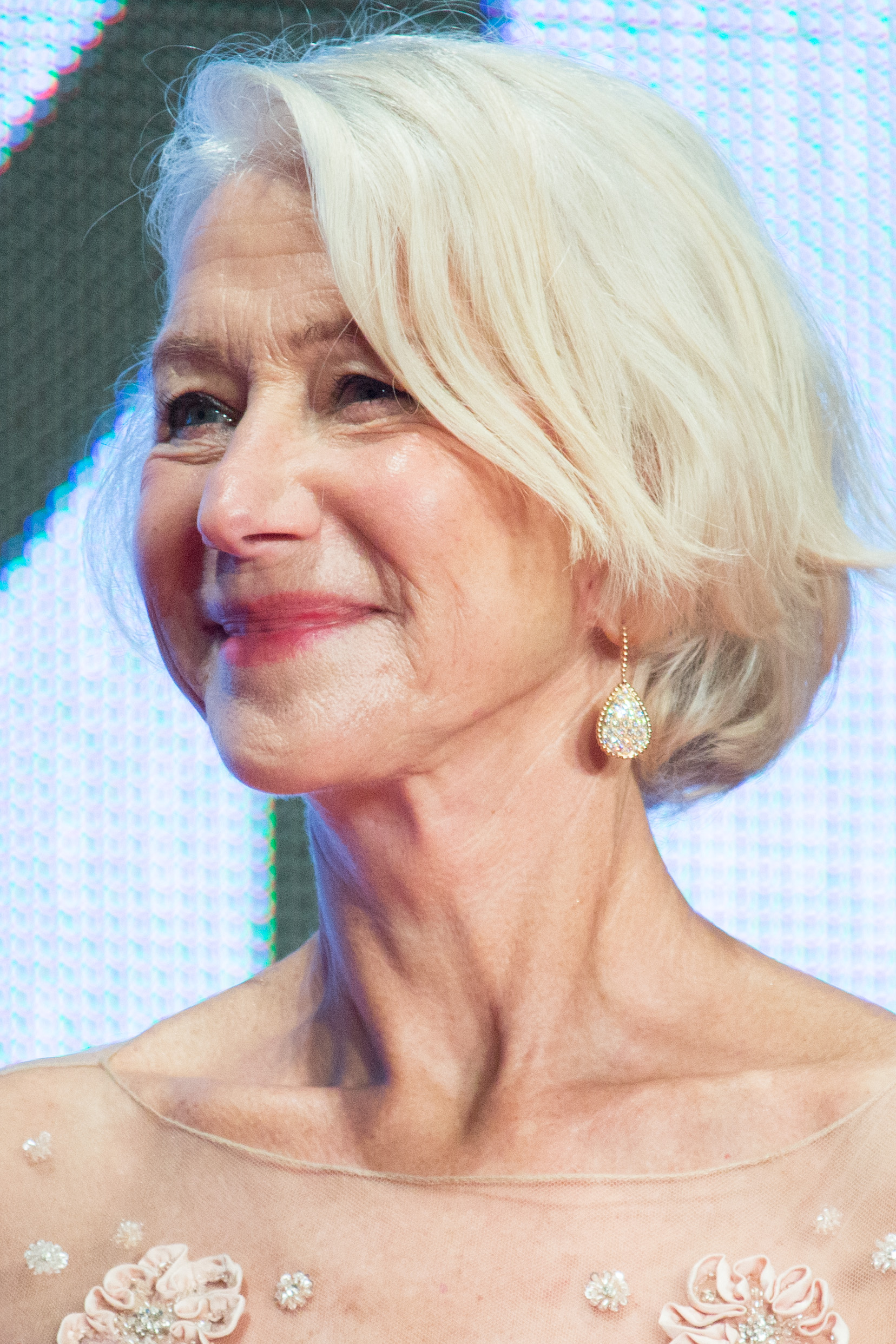
Helen Mirren récompensée par l'Ours d'or d'honneur.

| Prix                | Attribué à   | Pays        |
| ------------------- | ------------ | ----------- |
| Ours d'or d'honneur | Helen Mirren | Royaume-Uni |

### Prix du meilleur premier film
- Los Conductos de Camilo Restrepo

### Prix du meilleur documentaire
- Irradiés de Rithy Panh
- Mention spéciale : Notes from the Underworld (Aufzeichnungen aus der Unterwelt) de Tizza Covi et Rainer Frimmel

### Prix FIPRESCI
- Compétition : Ondine (Undine) de Christian Petzold
- Panorama : Mogul Mowgli de Bassam Tariq
  - Mention spéciale : À l'abordage de Guillaume Brac
- Forum : Le Vingtième Siècle de Matthew Rankin
  - Mention spéciale : Overtures de The Living and the Dead Ensemble
- Sélection Encounters : A metamorfose dos pássaros (The Metamorphosis of Birds) de Catarina Vasconcelos

### Prix œcuménique
- Compétition : Le Diable n'existe pas (Sheytân vodjoud nadârad) de Mohammad Rasoulof
- Panorama : Le Père (Otac) de Srdan Golubović

### Teddy Award
- Meilleur film : No Hard Feelings (Futur Drei) de Faraz Shariat
- Meilleur documentaire : Si c'était de l'amour de Patric Chiha
- Meilleur court-métrage : Playback. Ensayo de una despedida de Agustina Comedi
- Prix du jury : Days (Rizi) de Tsai Ming-liang
- Readers' Award : No Hard Feelings (Futur Drei) de Faraz Shariat
- Activist Award : Bienvenue en Tchétchénie de David France

### Shooting Stars
| Acteurs                                                                | Actrices                                                                      | Jury                                                                      |
| ---------------------------------------------------------------------- | ----------------------------------------------------------------------------- | ------------------------------------------------------------------------- |
| Pääru Oja Levan Gelbakhiani Jonas Dassler Bilal Wahib Bartosz Bielenia | Martina Apostolova Victoria Carmen Sonne Zita Hanrot Joana Ribeiro Ella Rumpf | Dome Karukoski Katarína Krnáčová Lucy Bevan Vesela Kazakova Rüdiger Sturm |